# Sieben heilige Gründer des Servitenordens

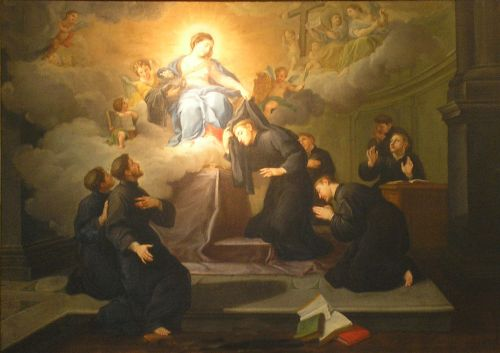
Die Sieben Ordensgründer erhalten ihre Ordenstracht von Maria (nach einem italienischen Maler um 1700)

Die Sieben heiligen Gründer des Servitenordens wurden 1725 von Papst Benedikt XIII. seliggesprochen und 1888 von Papst Leo XIII., gleichberechtigt als eine Person, heiliggesprochen. Ihren gemeinsamen Gedenktag feiert die römisch-katholische Kirche am 17. Februar. In Florenz hatten die sieben wohlhabenden Herren 1233 den Ordo Servorum Mariae (Servitenorden) gegründet. Sie verehrten die Muttergottes Maria und stellten ihr Leben, nachdem sie ihren Besitz aufgegeben und ihre Familien versorgt hatten, in den Dienst der Armen und Kranken. Der Bischof von Florenz wies ihnen als Ordens- und Wohnsitz den Monte Senario bei Florenz zu, hier lebten sie nach den Augustinerregeln und wurden 1304 von Papst Benedikt XI. als Ordensgemeinschaft anerkannt. Bereits zu ihren Lebzeiten wurden die „Sieben“ wie Heilige verehrt, diese Verehrung setzte sich nach ihrem Tod fort. Sie wurden auf dem Monte Senario beigesetzt, ihre Reliquien werden dort in der „Sieben-Väter-Kapelle“ aufbewahrt. Der Wallfahrtsort besteht bis heute.

## Die sieben Heiligen
- Bonfilius Monaldi auch Buonfiglio dei Monaldi (* 1176 in Florenz; † 1. Januar 1262 Monte Senario, Florenz) war Mitbegründer und erster Generalsuperior.[3]

- Bonajuncta Manetti (Johannes) auch Giovanni di Buonagiunta (* 1206; † 31. August 1267).[4]

- Manettus dell'Antella (Benedikt) auch Manetto oder Manetius († 20. August 1268 in Monte Senario), als Ordensbruder nahm er den Namen Benedikt an. Er wurde 1241 zum Priester geweiht und war 1245, im Auftrag des Generalsuperiors Bonfilius, Teilnehmer auf dem Ersten Konzil von Lyon. Bruder Benedikt gründete die erste Niederlassung der Serviten in Frankreich. 1260 wurde er Provinzial von Toskana und folgte 1265 dem Generalsuperior Jakob von Siena im Amt. 1267 legte er dieses Amt aus Altersgründen nieder und verstarb 1268 auf dem Monte Senario.[5]

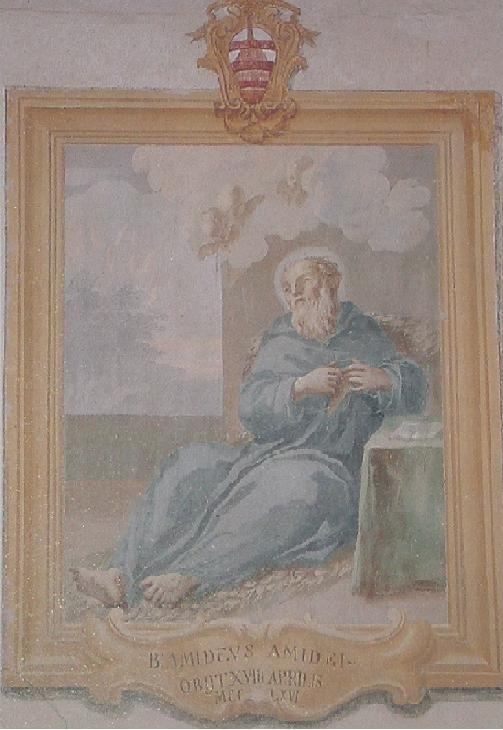
Fresko „Amadeus Amidei“

- Amadeus Amidei (Bartholomäus) (* in Florenz; † (? 12. Februar/18. April) 1266 in Monte Senario) kam aus der angesehenen Adelsfamilie Amidei. Er lebte zurückgezogen als Eremit auf dem Monte Senario. In der Legende wird berichtet, dass zu seiner Todesstunde über seinem Haupt eine Flamme zu erkennen gewesen sei. Diese Erscheinung führte man auf seinen Namen zurück, denn „Amidei“ oder „Amadio“ bedeutet sinngemäß „Liebe Gott“.[6]

- Hugo Lippi-Ugoccioni (Ricovero) (* Florenz; † 3. Mai 1282 in Monte Senaria) arbeitete mit dem hl. Philipp Benizi († 1285) in Frankreich und Deutschland. In Deutschland bekleidete er das Amt des Generalvikars der Serviten.[4]

- Sosteneus di Sostegno (Gerardino) auch Gerardino oder Gherardino di Sostegno (* 1205; † 1282) leitete ab 1260 die Serviten in Umbrien und brachte die ersten Ordensbrüder nach Deutschland.[7]

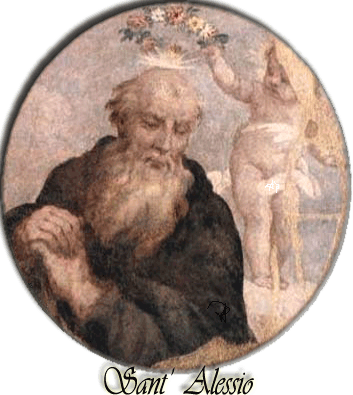
Hl. Alexis Falconieri (1200–1310)

- Alexis Falconieri auch Alessio Falconieri (* um 1200 in Florenz; † 17. Februar 1310 Monto Senario) war der Sohn des einflussreichen Kaufmanns Bernard Falconieri, der den Guelfen angehörte. Alexis schloss sich schon in frühen Jahren einer frommen „Bruderschaft der allerheiligsten Jungfrau“ an, hier lernte er die anderen Gründer kennen. Er lebte zurückgezogen und lehnte die Priesterweihe ab. Als Bettelmönch sammelte er für die Ordensgemeinschaft Geld und Lebensmittel, somit förderte er 1252 den Bau der Kirche in Cafaggio bei Florenz. Er begleitete als geistlicher Vater seine Nichte Juliana von Falconieri, der späteren Gründerin der Servitinnen. Als einziger erlebte er die päpstliche Approbation der Serviten durch Papst Benedikt XI. im Jahr 1304.[8]